# Sanche de Uncastillo
Sanche de Uncastillo (né en 1038 à Rueda de Jalón et décédé en 1083) fut le neuvième enfant (illégitime) du roi García IV de Navarre. Il fut seigneur d’Uncastillo et Sangüesa en Espagne. Il épousa en premières noces Constance de Marañón.
Du premier lit naquit Ramiro II de Monzon (1070 - 1116) qui fut infant de Navarre, seigneur de Monzón et épousa Elvira Rodriguez de Bivar, fille du célèbre Cid Rodrigo Díaz de Vivar. Ils furent les parents de García V de Navarre dit le Restaurateur.